# スタージョン (原子力潜水艦)
|          |                                    |
| 艦歴     |                                    |
| 発注     | 1961年11月30日                     |
| 起工     | 1963年8月10日                      |
| 進水     | 1966年2月26日                      |
| 就役     | 1967年3月3日                       |
| 退役     | 1994年8月1日                       |
| 除籍     | 1994年8月1日                       |
| その後   | 原子力艦再利用プログラム           |
| 性能諸元 |                                    |
| 排水量   | 基準：4,010トン、 満載：4,309トン  |
| 全長     | 89 m (292 ft)                      |
| 全幅     | 9.7 m (32 ft)                      |
| 吃水     | 8.8 m (29 ft)                      |
| 機関     | S3G Core 3 reactor S5W Steam Plant |
| 最大速   | 25 ノット                          |
| 乗員     | 士官14名、兵員95名                 |
| 兵装     | 21インチ魚雷発射管4基              |
| モットー |                                    |

スタージョン (USS Sturgeon, SSN-637) は、アメリカ海軍の原子力潜水艦。スタージョン級原子力潜水艦の1番艦。艦名はチョウザメに因んで命名された。同名の米軍艦としては、E級潜水艦2番艦(SS-25)以来3隻目。

## 艦歴
スタージョンの建造契約は1961年11月30日にコネチカット州グロトンのエレクトリック・ボート社に与えられ、1963年8月10日に起工した。1966年2月26日にエヴァレット・ダークセン夫人によって命名、進水し、1967年3月3日に艦長カーティス・B・シェルマン・ジュニア中佐の指揮下就役する。
1ヶ月の回復訓練後、4月3日に整調巡航を開始、東海岸を下ってプエルトリコへ向かった。グロトンに帰還すると信頼性試験および訓練で過ごし、9月18日に出航、作戦活動に従事した。2週間後に帰還し、第2回初グループに配属される。1968年1月22日、スタージョン級とパーミット級の相対的な有効性を評価するため5週間の対潜水艦戦演習に参加した。
3月3日に3ヶ月の整調後信頼性試験を始める。作業は6月に完了し、スタージョンはアゾレス諸島の近くで沈没したスコーピオン (USS Scorpion, SSN-589) の捜索に参加した。7月、8月は海外配備の準備で過ごした。9月から11月にかけて海外に展開した後、12月から1969年2月まで新型のソナー探知システムの試験および評価を行う。3月に海軍兵学校を訪問し、5月から7月まで猛訓練を行った。スタージョンは4月に、1968年の活動功績による殊勲部隊章を受章した。
スタージョンは8月と9月に艦隊潜水艦演習に参加し、9月29日から10月31日まで海軍作戦部長のためのプロジェクトに参加した。12月には、1969年の活動功績により2個目の殊勲部隊章を受章する。訓練および準備期間の後、スタージョンは1970年1月29日から4月8日まで展開した。5月および6月には航空機による対戦戦術および兵装の評価を支援した。7月1日から26日まで潜水艦演習に参加し、8月15日から9月1日まで音響公試を行う。10月5日、グロトンでのオーバーホールを開始し、作業は1971年10月5日まで継続した。ドックに入渠中の1970年12月、スタージョンはその年の功績により殊勲部隊章を受章した。
10月にオーバーホールを完了すると、スタージョンはニューロンドンを拠点とする第10潜水戦隊に配属される。回復訓練および整調巡航を10月6日から12月15日までかけて行い、12月16日から1972年1月16日までは維持調整期間を過ごした。その後2回の対潜水艦戦演習に参加、グロトンに戻ると3月6日から5月7日まで信頼性試験が行われた。7月15日まで海上公試を行い、続いてソナーシステムの試験に従事、試験は1972年12月半ばまで行われた。
スタージョンは1973年1月1日から4月2日までナラガンセット湾海域での沿岸活動に従事した。4月3日にカリブ海の艦隊兵器試験海域に向けて出航する。5月21日、セント・クロイ島の近くで10ノットの速度で座礁し、艦首部分を損傷する。修理のため6月4日、グロトンに到着した。作業完了後1973年7月17日から10月1日まで沿岸での活動に従事し、その後ポーツマス海軍工廠で艦首の本格修理を行った。作業は1974年4月22日に完了し、海上公試の後スタージョンは母港に戻り、10日間の維持調整期間を過ごした。その後8月13日まで作戦活動に従事し、続いてバージニア州ノーフォークに向けて出航、大西洋即応演習 1-75 に参加する他の部隊と合流した。ニューロンドンに帰還すると沿岸での活動および海外配備のための準備を行った。
スタージョンは11月29日に出航し、第6艦隊との半年に及ぶ配備のため地中海に向かった。地中海には1974年12月9日に到着した。
スタージョンは1994年8月1日に退役し、同日除籍された。スタージョンの船体はワシントン州ブレマートンで原子力艦再利用プログラムに従って解体が始まり、1995年12月11日に作業は完了した。
1995年9月15日、ワシントン州キーポートの海軍水中博物館で、ピュージェット・サウンド海軍造船所からスタージョンのセイル部分の移転を祝う式典が行われた。セイル部分は現在博物館の駐車場で展示されている。